# The Headhunters (Oi!band)
The Headhunters är ett svenskt Oi!band. Bakom bandet/projektet står medlemmarna ifrån Ultima Thule. The Headhunters släppte 1998 sitt debutalbum Eat This Dickhead!. Albumet släpptes på skivbolaget Attitude Records.

## Medlemmar
- Jan "Janne" Thörnblom - Sång, gitarr och låtskrivare
- Niklas Adolfsson - Gitarr
- Thomas Krohn - Bas
- Ulf Hansen - Trummor

## Diskografi

### Album
- 1998 - Eat This Dickhead!  - CD
- 1998 - Hunting For Heads!  - EP
- 2000 - Eat This Dickhead!  - LP, CD
- 2002 - Escape The Grave  - EP
- 2003 - Give Us Some Heads  - LP, CD

### Samlingsskivor
- 1998 - This Is Attitude Records So Far...  - CD
- 2000 - DIM Records Promo Sampler  - CD
- 2000 - Never Say Die Vol.2  - CD
- 2001 - Brewed In Sweden  - CD
- 2003 - Party På Valhall!  - CD
- 2004 - DIM Records Promo #2 (DIM131) - CD
- 2007 - Ultima Thule - 25 Year Anniversary  - CD